# Elecciones a las Cortes de Castilla y León de 2022
El domingo 13 de febrero de 2022 se celebraron las elecciones a las Cortes de Castilla y León en las que se eligieron 81 procuradores correspondientes a la xi legislatura autonómica.
Fue la primera vez en que el presidente de la Junta de Castilla y León utilizó la prerrogativa de convocar elecciones anticipadas, abriendo un nuevo ciclo electoral en Castilla y León. De esta forma, dicha comunidad autónoma se separó en estos comicios del régimen común de elecciones autonómicas, que hasta entonces se celebraban el cuarto domingo de mayo cada cuatro años, y pasó a tener desde entonces fecha electoral singular y diferenciada. De esta forma, Castilla y León se equiparó a otras regiones que ya habían ejercido este mismo derecho democrático con anterioridad: País Vasco (1984), Galicia (1989), Cataluña (1992), Andalucía (1996) y Comunidad Valenciana (2019).
Las elecciones fueron convocadas tras la remodelación de la Junta de Castilla y León anunciada por su presidente, Alfonso Fernández Mañueco, el 20 de diciembre de 2021. Se hizo efectivo tras su publicación en el Boletín Oficial de Castilla y León y en el Boletín Oficial del Estado al día siguiente.

## Sistema electoral

### Sufragio activo y pasivo
La votación para las Cortes de Castilla y León se realiza mediante sufragio universal, que comprende a todos los españoles mayores de dieciocho años, empadronados en Castilla y León y en pleno disfrute de sus derechos políticos. Además, los castellanos y leoneses en el extranjero tienen la posibilidad de participar mediante el sistema de voto rogado.
La ley electoral permite que los partidos y las federaciones registradas en el Ministerio del Interior, las coaliciones y las agrupaciones de electores presenten listas de candidatos. Los partidos y federaciones que pretendan formar una coalición antes de las elecciones deben comunicarlo a la Junta Electoral correspondiente antes del 31 de diciembre de 2021, mientras que las agrupaciones de electores necesitan conseguir la firma de al menos el 1 por ciento del electorado de la correspondiente circunscripción.

### Reparto de escaños por circunscripción
Todos los miembros de las Cortes de Castilla y León son elegidos mediante circunscripción provincial siguiendo un sistema proporcional con el método D'Hondt, sobre listas cerradas y un umbral del 3% de los votos válidos -que incluye los votos en blanco-. Los partidos que no alcanzan el umbral no se tienen en cuenta para el reparto de escaños.
De acuerdo con la Ley 3/1987, de 30 de marzo, Electoral de Castilla y León, y de conformidad con lo dispuesto en el artículo 10.2 del Estatuto de Autonomía, cada provincia constituye una circunscripción electoral asignándose a cada una de ellas un número inicial de 3 procuradores y uno más por cada 45 000 habitantes o fracción superior a 22 500. El reparto de los 81 procuradores por circunscripción, mismo número que en las anteriores elecciones, correspondiente a cada provincia es el siguiente:
| Ávila  | Burgos | León | Palencia | Salamanca | Segovia | Soria | Valladolid | Zamora | Total |
| ------ | ------ | ---- | -------- | --------- | ------- | ----- | ---------- | ------ | ----- |
| 7      | 11     | 13   | 7        | 10        | 6       | 5     | 15         | 7      | 81    |
| imagen |        |      |          |           |         |       |            |        |       |

### Calendario electoral
Aquí se muestra el calendario electoral para las elecciones a las Cortes de Castilla y León de 2022.
- 20 de diciembre: Anuncio informal de la firma del decreto de convocatoria de elecciones.
- 21 de diciembre: Disolución de las Cortes de Castilla y León y publicación de la convocatoria en el BOCYL y en el BOE.
- 26 de diciembre: Publicación del Censo Electoral de Castilla y León, con datos de 1 de octubre de 2021.
- 31 de diciembre: Fecha límite para la presentación de coaliciones.
- 9 de enero: Fecha límite para la presentación de candidaturas.
- 16 de enero: Proclamación de candidaturas.
- 17 de enero: Publicación de candidaturas proclamadas en el BOCYL.
- 19 de enero: Último día para sorteo público de los miembros de las mesas electorales.
- 28 de enero: Inicio de la campaña electoral a las 00:00.
- 31 de enero: Primer debate electoral entre PSOE, PP y Cs, producido por RTVE, a las 22:05. Televisado por La 1 en desconexión para Castilla y León y Canal 24h, radiado por Radio 5 y transmitido por RTVE Play y RTVE Play+.
- 7 de febrero: Último día para publicar sondeos electorales.
- 9 de febrero: Segundo debate electoral entre PSOE, PP y Cs, producido por RTVCYL, a las 21:00. Televisado por CYLTV, radiado por Radio 5 y transmitido por RTVCYL La 7 en directo.
- 11 de febrero: Fin de la campaña electoral a las 24:00.
- 12 de febrero: Jornada de reflexión.
- 13 de febrero: Jornada electoral
- 10 de marzo: Constitución de las Cortes de Castilla y León a las 12:00.

## Candidaturas

### Candidaturas con representación previa o significativas
A continuación se muestra una lista de las candidaturas que o bien obtuvieron representación en las últimas elecciones castellanas y leonesas o bien son consideradas "grupos políticos significativos" conforme a la JEC, mostrándose enumeradas en orden descendente de escaños obtenidos en las anteriores elecciones. Asimismo, los partidos y alianzas que conforman el gobierno en el momento de las elecciones están sombreados en verde claro, mientras que aquellas candidaturas que hubiesen formado parte del gobierno en algún momento de la legislatura, pero no en el momento de las elecciones aparecen sombreadas en amarillo claro.
| Candidatura | Candidatura                          | Integrantes          | Candidato | Candidato                 | Procuradores previos (2019) |
| ----------- | ------------------------------------ | -------------------- | --------- | ------------------------- | --------------------------- |
|             | Partido Socialista Obrero Español    | PSCyL                |           | Luis Tudanca              | 35                          |
|             | Partido Popular                      | PPCyL                |           | Alfonso Fernández Mañueco | 29                          |
|             | Ciudadanos- Partido de la Ciudadanía | Ciudadanos           |           | Francisco Igea            | 12                          |
|             | Unidas Podemos Castilla y León       | Podemos CyL IUCyL AV |           | Pablo Fernández           | 2                           |
|             | Vox                                  | VOX Castilla y León  |           | Juan García-Gallardo      | 1                           |
|             | Unión del Pueblo Leonés              | UPL                  |           | Luis Mariano Santos       | 1                           |
|             | Por Ávila                            | XAV                  |           | Pedro José Pascual Muñoz  | 1                           |

### Candidaturas proclamadas
El 18 de enero se publicaron en el Boletín Oficial de Castilla y León (BOCYL) las listas de las candidaturas proclamadas en cada circunscripción electoral. A continuación se exponen las candidaturas proclamadas y las circunscripciones en las que presentaron lista:
| Candidatura | Candidatura                                             | Ávila | Burgos | León | Palencia | Salamanca | Segovia | Soria | Valladolid | Zamora |
| ----------- | ------------------------------------------------------- | ----- | ------ | ---- | -------- | --------- | ------- | ----- | ---------- | ------ |
|             | Centrados                                               |       |        |      |          |           | •       |       |            |        |
|             | Ciudadanos-Partido de la Ciudadanía                     | •     | •      | •    | •        | •         | •       | •     | •          | •      |
|             | Coalición por El Bierzo-El Bierzo Existe                |       |        | •    |          |           |         |       |            |        |
|             | Despierta                                               |       |        |      | •        |           |         |       |            |        |
|             | Escaños en Blanco                                       |       | •      |      |          |           |         |       |            |        |
|             | España Vaciada                                          |       | •      |      | •        | •         |         |       | •          |        |
|             | Falange Española de las JONS                            | •     |        |      | •        |           |         |       | •          |        |
|             | Partido Animalista Contra el Maltrato Animal            | •     | •      | •    | •        | •         | •       | •     | •          | •      |
|             | Partido Castellano-Tierra Comunera-Recortes Cero        | •     | •      | •    | •        | •         | •       | •     | •          | •      |
|             | Partido Comunista de los Trabajadores de España         |       | •      | •    | •        | •         |         |       | •          |        |
|             | Partido de Integración Comunitaria                      | •     |        |      |          |           |         |       |            |        |
|             | Partido Regionalista del País Leonés                    |       |        | •    |          | •         |         |       |            | •      |
|             | Partido Socialista Obrero Español                       | •     | •      | •    | •        | •         | •       | •     | •          | •      |
|             | Partido Popular                                         | •     | •      | •    | •        | •         | •       | •     | •          | •      |
|             | Partido del Progreso de las Ciudades de Castilla y León |       |        |      |          |           |         | •     |            |        |
|             | Partido Unionista del Estado de España                  |       |        |      | •        |           |         |       |            |        |
|             | Por Ávila                                               | •     |        |      |          |           |         |       | •          |        |
|             | Por Zamora                                              |       |        |      |          |           |         |       |            | •      |
|             | Por Un Mundo Más Justo                                  |       |        |      | •        | •         |         | •     | •          |        |
|             | Tú Aportas                                              |       |        |      |          | •         |         |       |            |        |
|             | Soria ¡Ya!                                              |       |        |      |          |           |         | •     |            |        |
|             | Unión del Pueblo Leonés                                 |       |        | •    |          | •         |         |       |            | •      |
|             | Unidas Podemos Castilla y León                          | •     | •      | •    | •        | •         | •       | •     | •          | •      |
|             | Unión Regionalista de Castilla y León                   |       |        |      |          |           |         |       | •          |        |
|             | Volt España                                             |       |        |      |          | •         |         |       |            |        |
|             | Vox                                                     | •     | •      | •    | •        | •         | •       | •     | •          | •      |
|             | Zamora Decide                                           |       |        |      |          |           |         |       |            | •      |

## Jornada electoral

### Balance global
La jornada electoral transcurrió con normalidad, sucediéndose apenas pequeños incidentes en las aperturas de los colegios que se solventaron rápidamente sin afectar a las votaciones. 
Se trató del último proceso electoral en España en que se aplicaron medidas sanitarias especiales con motivo de la pandemia de COVID-19, tras las elecciones autonómicas de Galicia (2020), País Vasco (2020), Cataluña (2021) y Madrid (2021).
Como novedad, se trató de la primera jornada electoral de la historia organizada por la Junta de Castilla y León, ya que hasta entonces todos los comicios celebrados en Castilla y León -incluyendo las diez elecciones autonómicas anteriores- habían sido organizados por el Gobierno central desde Madrid. La Junta de Castilla y León decidió, en uso de sus recién estrenadas competencias plenas en la organización de elecciones autonómicas que, además de los ya tradicionales avances de participación que venía ofreciendo el Gobierno central en anteriores elecciones a las 14:00 y a las 18:00 horas, se ofrecería a partir de estas elecciones autonómicas un avance de participación adicional, a las 11:30.

### Participación

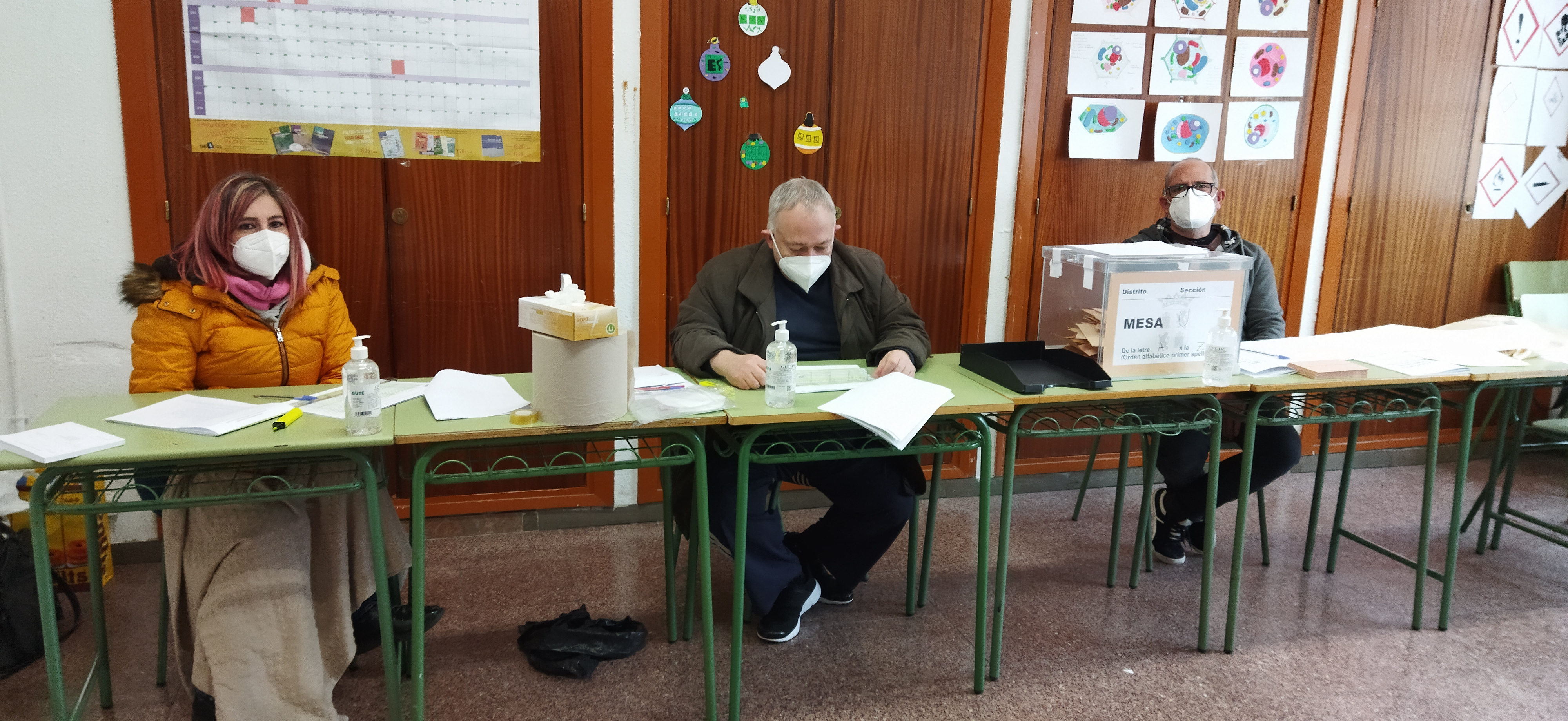
Mesa de votación en un colegio electoral de Valladolid.

A lo largo de la jornada se publicaron los datos de participación en las elecciones en tres avances (a las 11:30, 14:00 y 18:00), sin contar el voto por correo. Tras ello, se muestra dato de la participación definitiva al final de la jornada electoral (20:00),
|  | 11,31 % |

|  | 34,73 % |

|  | 36,89 % |

|  | 51,62 % |

|  | 53,70 % |

|  | 58,75 % |

|  | 65,79 % |

### Resultados

#### Autonómico
En esta sección serán desarrollados los resultados obtenidos por cada una de las candidaturas atendiendo a las listas presentadas y procuradores electos, comparando estas cifras con los datos de las últimas elecciones castellanoleonesas.
|  | 31,40 % |

|  | 30,02 % |

|  | 17,64 % |

|  | 4,28 % |

|  | 1,57 % |

|  | 5,11 % |

|  | 4,50 % |

|  | 1,14 % |

|  | 3,33 % |

|  | 0,99 % |

|  | 58,75 % |

#### Por circunscripciones

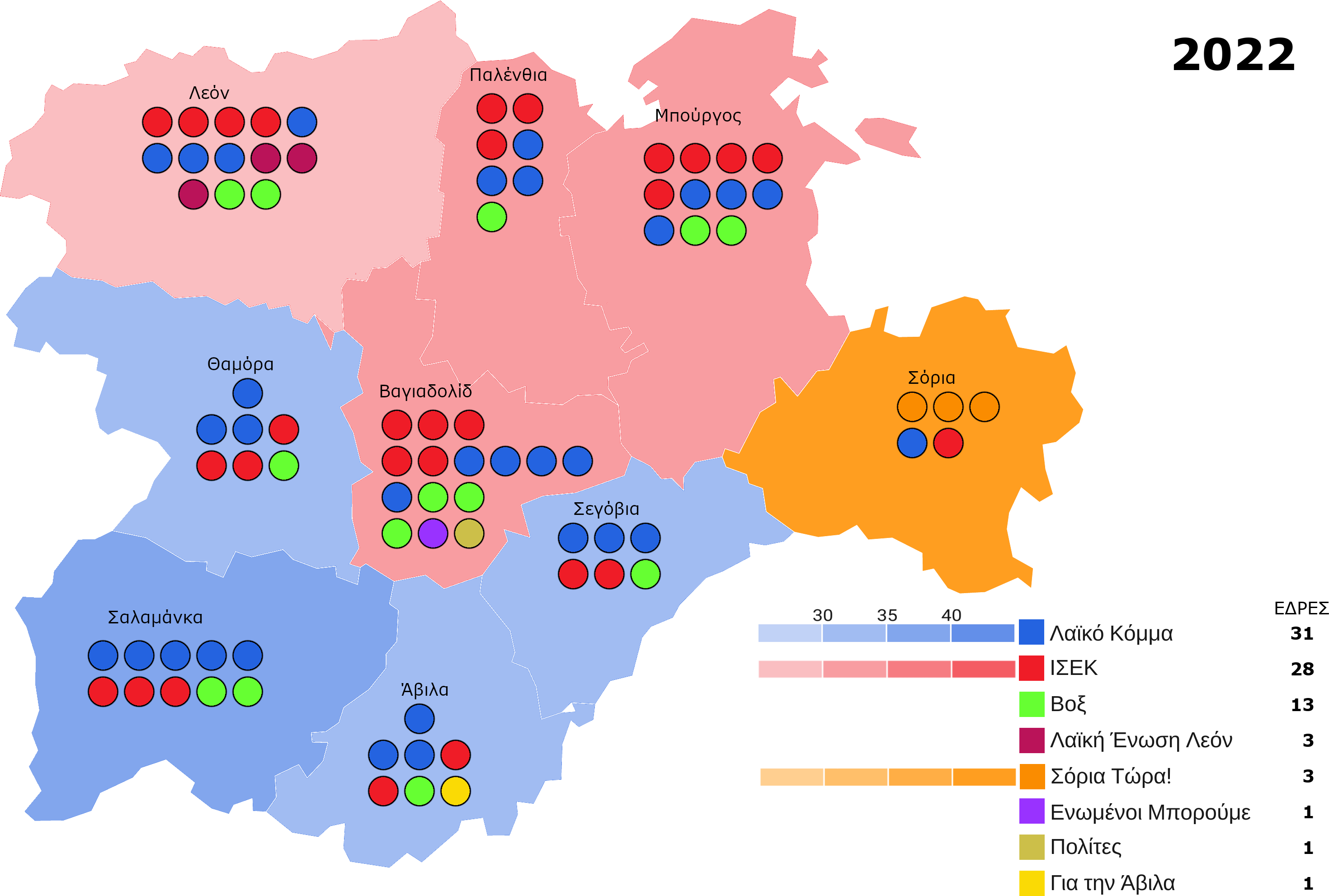
Resultados por circunscripciones electorales.

Vistos los resultados en general, aquí se desarrollan dichos datos para cada una de las circunscripciones en estas elecciones.
| Circunscripción | PP           | PSOE         | Vox          | Unión del Pueblo Leonés | Soria ¡Ya!     | Unidas Podemos | Ciutadans-Partido de la Ciudadanía | Por Ávila     | Total |
| --------------- | ------------ | ------------ | ------------ | ----------------------- | -------------- | -------------- | ---------------------------------- | ------------- | ----- |
| Ávila           | 3 () 34,03%  | 2 () 24,21%  | 1 (1) 17,43% |                         |                | 0 () 3,67%     | 0 (1) 2,36%                        | 1 () 16,74%   | 7     |
| Burgos          | 4 (1) 30,92% | 5 () 32,57%  | 2 (2) 16,57% |                         |                | 0 (1) 6,25%    | 0 (2) 4,99%                        |               | 11    |
| León            | 4 () 24,97%  | 4 (2) 28,46% | 2 (2) 15,39% | 3 (2) 21,30%            |                | 0 (1) 5,01%    | 0 (1) 2,20%                        |               | 13    |
| Palencia        | 3 () 32,94%  | 3 () 33,91%  | 1 (1) 18,03% |                         |                | 0 () 4,33%     | 0 (1) 5,48%                        |               | 7     |
| Salamanca       | 5 (1) 38,77% | 3 (1) 29,57% | 2 (2) 18,04% | 0 () 0,97%              |                | 0 () 3,46%     | 0 (2) 4,95%                        |               | 10    |
| Segovia         | 3 (1) 34,69% | 2 (1) 31,43% | 1 (1) 19,45% |                         |                | 0 () 6,03%     | 0 (1) 4,87%                        |               | 6     |
| Soria           | 1 (1) 23,85% | 1 (2) 18,06% | 0 () 11,47%  |                         | 3 (Nv.) 42,72% | 0 () 2,25%     | 0 () 0,77%                         |               | 5     |
| Valladolid      | 5 () 30,87%  | 5 (1) 32,65% | 3 (2) 19,97% |                         |                | 1 (1) 6,94%    | 1 (2) 6,91%                        | 0 (Nv.) 0,06% | 15    |
| Zamora          | 3 () 33,59%  | 3 () 32,65%  | 1 (1) 18,92% | 0 () 2,67%              |                | 0 () 3,23%     | 0 (1) 3,62%                        |               | 7     |
| TOTAL           | 31 ( 2)      | 28 ( 7)      | 13 ( 12)     | 3 ( 2)                  | 3 (Nv.)        | 1 ( 1)         | 1 ( 11)                            | 1 ()          | 81    |
| TOTAL           |              |              |              |                         |                |                |                                    |               | 81    |

#### Diputados electos
Tras estos resultados, la Junta Electoral de Castilla y León proclamó como diputados de las Cortes de Castilla y León para la legislatura 2022-2026 a los siguientes candidatos:
| Elecciones a las Cortes de Castilla y León de 2022 Diputados electos |                                | | | | | |                                                                                              |                                                                                           | |                                                                                         |
| Candidatura                                                          | Candidatura                    | Ávila                                                                                                   | Burgos | León | Palencia | Salamanca | Segovia                                                                                      | Soria                                                                                     | Valladolid | Zamora                                                                                  |
|                                                                      | Partido Popular (31 diputados) | 1. José Francisco Hernández Herrero 2. María de los Ángeles Prieto Sánchez 3. Miguel Ángel García Nieto | 1. Ángel Mariano Ibáñez Hernando 2. Alejandro Vázquez Ramos 3. María Inmaculada Ranedo Gómez 4. Emilio José Berzosa Peña      | 1. Juan Carlos Suárez-Quiñones Fernández 2. Beatriz Coelho Luna 3. David Fernández Menéndez 4. Ricardo Gavilanes Fernández-Llamazares | 1. Carlos Javier Amando Fernández Carriedo 2. María José Ortega Gómez 3. María de las Mercedes Cófreces Martín | 1. Alfonso Fernando Fernández Mañueco 2. María del Carmen Sánchez Bellota 3. Rosa María Esteban Ayuso 4. José María Sánchez Martín 5. Raúl Hernández López | 1. Francisco Javier Vázquez Requero 2. José Luis Sanz Merino 3. María Ángeles García Herrero | 1. María del Rocío Lucas Navas                                                            | 1. Jesús Julio Carnero García 2. Raúl de la Hoz Quintano 3. María Paloma Vallejo Quevedo 4. Noemí Rojo Sahagún 5. Ramiro Felipe Ruiz Medrano              | 1. María Isabel Blanco Llamas 2. Leticia García Sánchez 3. Óscar Reguera Acevedo        |
|                                                                      | PSOE (28 diputados)            | 1. Eugenio Miguel Hernández Alcojor 2. María Soraya Blázquez Domínguez                                  | 1. Luis Tudanca Fernández 2. Virginia Jiménez Campano 3. Luis Briones Martínez 4. Noelia Frutos Rubio 5. Jesús Puente Alcaraz | 1. Nuria Rubio García 2. Javier Campos de la Fuente 3. Yolanda Sacristán Rodríguez 4. Diego Moreno Castrillo                          | 1. Jesús Guerrero Arroyo 2. María Consolación Pablos Labajo 3. Rubén Illera Redón                              | 1. Fernando Pablos Romo 2. Rosa María Rubio Martín 3. Juan Luis Cepa Álvarez                                                                               | 1. José Luis Vázquez Fernández 2. Alicia Palomo Sebastián                                    | 1. Ángel Hernádez Martínez                                                                | 1. Elisa Patricia Gómez Urbán 2. Pedro Luis González Reglero 3. Laura Pelegrina Cortijo 4. José Francisco Martín Martínez 5. María Isabel Gonzalo Ramírez | 1. Ana Sánchez Hernández 2. José Ignacio Martín Benito 3. María Inmaculada García Rioja |
|                                                                      | Vox (13 diputados)             | 1. José Antonio Palomo Martín                                                                           | 1. Ignacio Sicilia Doménech 2. Ana Rosa Hernando Ruiz                                                                         | 1. Carlos Pollán Fernández 2. Miguel Suárez Arca                                                                                      | 1. David Hierro Santos                                                                                         | 1. Carlos Menéndez Blanco 2. Teresa Rodríguez Vidal | 1. Susana Suárez Villagra                                                                    |                                                                                           | 1. Juan García-Gallardo Frings 2. María de Fátima Pinacho Fernández 3. Francisco Javier Carrera Noriega                                                   | 1. María Luisa Calvo Enríquez                                                           |
|                                                                      | UPL (3 diputados)              | | | 1. Luis Mariano Santos Reyero 2. Alicia Gallego González 3. José Ramón García Fernández                                               | | |                                                                                              |                                                                                           | |                                                                                         |
|                                                                      | Soria ¡Ya! (3 diputados)       | | | | | |                                                                                              | 1. José Ángel Ceña Tutor 2. Leila Vanessa García Macarrón 3. Juan Antonio Palomar Sicilia | |                                                                                         |
|                                                                      | Unidas Podemos (1 diputado)    | | | | | |                                                                                              |                                                                                           | 1. Juan Pablo Fernández Santos |                                                                                         |
|                                                                      | Ciudadanos (1 diputado)        | | | | | |                                                                                              |                                                                                           | 1. Francisco Igea Arisqueta |                                                                                         |
|                                                                      | Por Ávila (1 diputado)         | 1. Pedro José Pascual Muñoz                                                                             | | | | |                                                                                              |                                                                                           | |                                                                                         |

## Consecuencias
Aunque el PP se convirtió en el partido más votado, su porcentaje de voto disminuyó con respecto al de las elecciones de 2019, convirtiéndose en su peor resultado histórico en la comunidad autónoma tanto en votos como en porcentaje, a pesar de encuestas iniciales que predecían una cómoda victoria cercana a la mayoría absoluta en las Cortes de Castilla y León. El presidente de la Junta de Castilla y León en funciones, Alfonso Fernández Mañueco, y su homólogo del Partido Popular, Pablo Casado, habían sido acusados durante la campaña, respectivamente, de convocar y de instar a convocar las elecciones anticipadas por un interés partidista, en un intento de emular la victoria de la candidata del partido en Madrid, Isabel Díaz Ayuso, en las elecciones regionales de Madrid.
Durante la noche electoral, el presidente de Vox, Santiago Abascal, proclamó que al candidato de su partido a la presidencia de Castilla y León, Juan García-Gallardo, se le había puesto "cara de vicepresidente", a la vez que aducía que su partido no se vería satisfecho con menos poder que el que obtuvieron militantes de Ciudadanos tras las elecciones de 2019 en el gobierno de la comunidad autónoma, y que Vox no apoyaría a Fernández Mañueco "de forma gratuita".
Fernández Mañueco insistió en su deseo de formar un gobierno en solitario del PP en minoría, y advirtió a Vox de "no dar ni un paso atrás" en relación con los derechos de las mujeres y del colectivo LGBT; pero Vox se negó a entregar sus votos a cambio de nada, y exigió a Fernández Mañueco la entrada en el gobierno autonómico con la vicepresidencia para su líder en la comunidad autónoma, García Gallardo, al menos tres consejerías y la presidencia de las Cortes, tal y como había hecho Fernández con Ciudadanos en 2019. El presidente del Gobierno, Pedro Sánchez, sugirió al PSOE valorar su posible abstención en la investidura de Fernández Mañueco para impedir la influencia de Vox en Castilla y León. Pero para ello, demandó al PP explicar por qué no quería depender del apoyo de Vox y terminar con todos los acuerdos con ese partido en toda España a todos los niveles y para siempre.
Finalmente, el 10 de marzo de 2022, pocos minutos antes de constituirse las Cortes de Castilla y León, el presidente de Castilla y León en funciones, Alfonso Fernández Mañueco, anunció un acuerdo de gobierno del PP y de VOX, que incluía que ambos partidos votasen favorablemente la candidatura del procurador de VOX en León, Carlos Pollán, para la presidencia de las Cortes de Castilla y León, y que ambos partidos votasen favorablemente la hipotética futura investidura de Fernández Mañueco como presidente de la Junta, a cambio de la presencia de no menos de tres miembros de VOX en el hipotético futuro gobierno de la comunidad autónoma.

## Investidura del presidente de Castilla y León
El 22 de marzo de 2022, el nuevo presidente de las Cortes de Castilla y León, Carlos Pollán, tras consultar con los grupos políticos con representación en el parlamento autonómico, daba cuenta a las Cortes de Castilla y León de su propuesta de que el presidente de Castilla y León en funciones, Alfonso Fernández Mañueco (PP), continuase como presidente de Castilla y León hasta la celebración de las siguientes elecciones, en marzo de 2026. 
Así, el 7 de abril Pollán convocaba a los procuradores a un debate de investidura el día 11 del mismo mes, a fin de discutir sobre dicha propuesta y opinar sobre ella. La propuesta obtuvo 44 votos favorables, del Partido Popular y de Vox, mientras que el resto de partidos se manifestó en contra de ella. Obtenida la confianza de la cámara, el día 19 de abril Fernández juró por segunda vez el cargo de presidente de la Junta ante la nueva ministra de Educación y Formación Profesional, Pilar Alegría, en un acto celebrado en la sede de las Cortes de Castilla y León, en Valladolid. Pilar Alegría tomó juramento de Alfonso Fernández en este acto en nombre del Rey y por delegación del presidente del Gobierno, Pedro Sánchez.
| Candidato                  | Fecha                                                   | Voto |    |    |    |   |   |   |   |   | Total |
| -------------------------- | ------------------------------------------------------- | ---- | -- | -- | -- | - | - | - | - | - | ----- |
| Alfonso F. Mañueco (PPCyL) | 11 de abril de 2022 Mayoría requerida: absoluta (41/81) | Sí   | 31 |    | 13 |   |   |   |   |   | 44/81 |
| Alfonso F. Mañueco (PPCyL) | 11 de abril de 2022 Mayoría requerida: absoluta (41/81) | No   |    | 28 |    | 3 | 3 | 1 | 1 | 1 | 37/81 |
| Alfonso F. Mañueco (PPCyL) | 11 de abril de 2022 Mayoría requerida: absoluta (41/81) | Abs. |    |    |    |   |   |   |   |   | 0/81  |